# Campeonato Albanês de Futebol de 2018–19 – Primeira Divisão
A Primeira Divisão do Campeonato Albanês de Futebol de 2018–19, também conhecida como Kategoria Superiore de 2018–19, foi a 80.ª temporada oficial do campeonato de clubes equivalente à primeira divisão do futebol albanês (a 83.ª temporada se incluirmos três campeonatos não oficiais durante a Segunda Guerra Mundial) e a 19.ª temporada como Kategoria Superiore.
A temporada começou em 17 de agosto de 2018 e terminou em 30 de maio de 2019 e contou com a participação de dez equipes: oitos que permanceram da edição anterior e os dois promovidos da Kategoria e Parë (segunda divisão) de 2017–18. A organização da competição foi da Associação de Futebol da Albânia (em albanês:  Federata Shqiptare e Futbollitou, sigla: FSHF), entidade máxima do futebol na Albânia.
O título da Kategoria Superiore de 2018–19 ficou com o Partizani. O time da capital do país sagrou-se campeão com três rodadas de antecedência e logrou seu 16.º título na história da competição. O título veio após um jejum de 26 anos, o último tinha sido conquistado na temporada de 1992–93. Além do título, o campeão da temporada garantiu vaga na primeira pré-eliminatória da Liga dos Campeões de 2019–20, já o segundo e o terceiro colocados, garantem vaga na primeira pré-eliminatória da Liga Europa da UEFA de 2019–20.

## Regulamento
A Kategoria Superiore de 2018–19 foi disputada por dez equipes. Cada time jogou 36 vezes por temporada, em 4 turnos. As equipes receberamm 3 pontos por vitória, 1 por empate e nenhum em caso de derrota. As três equipes melhores colocadas ganharam o direito de disputar competições europeias da UEFA, o campeão foi para a Liga dos Campeões, e os outros dois times se classificaram para a Liga Europa. Os dois piores colocados na temporada foram rebaixados.

## Participantes
| Equipe     | Cidade      | Estádio (mando)         | Temporada de 2017–18              | Título(s)              |
| ---------- | ----------- | ----------------------- | --------------------------------- | ---------------------- |
| Flamurtari | Vlorë       | Estádio Flamurtari      | 6º lugar                          | 1 (em 1990–91)         |
| Kamza      | Kamëz       | Estádio Kamëz           | 7º lugar                          | 0 (nenhum)             |
| Kastrioti  | Krujë       | Estádio Redi Maloku     | (vice-campeão da segunda divisão) | 0 (nenhum)             |
| Kukësi     | Kukës       | Estádio Kamëz           | 2º lugar                          | 1 (em 2016–17)         |
| Laçi       | Laç         | Estádio Laçi            | 4º lugar                          | 0 (nenhum)             |
| Luftëtari  | Gjirokastër | Estádio Gjirokastra     | 3º lugar                          | 0 (nenhum)             |
| Partizani  | Tirana      | Estádio Selman Stërmasi | 5º lugar                          | 15 (último em 1992–93) |
| Skënderbeu | Korçë       | Estádio Skënderbeu      | Campeão                           | 7 (último em 2017–18)  |
| Teuta      | Durrës      | Estádio Niko Dovana     | 8º lugar                          | 1 (em 1993–94)         |
| Tirana     | Tirana      | Estádio Selman Stërmasi | (campeão da segunda divisão)      | 24 (último em 2008–09) |

| 1. 2. 3. |

## Classificação
| Pos | Equipe        | Pts | J  | V  | E  | D  | GP | GC | SG  | Classificação ou Rebaixamento                  |
| --- | ------------- | --- | -- | -- | -- | -- | -- | -- | --- | ---------------------------------------------- |
| 1   | Partizani (C) | 70  | 36 | 20 | 10 | 6  | 45 | 22 | +23 | Primeira pré-eliminatória da Liga dos Campeões |
| 2   | Kukësi        | 59  | 36 | 17 | 8  | 11 | 42 | 29 | +13 | Primeira pré-eliminatória da Liga Europa       |
| 3   | Teuta         | 57  | 36 | 15 | 12 | 9  | 43 | 36 | +7  | Primeira pré-eliminatória da Liga Europa       |
| 4   | Skënderbeu    | 55  | 36 | 17 | 4  | 15 | 45 | 30 | +15 |                                                |
| 5   | Flamurtari    | 54  | 36 | 15 | 9  | 12 | 35 | 32 | +3  |                                                |
| 6   | Laçi          | 49  | 36 | 12 | 13 | 11 | 33 | 30 | +3  | Primeira pré-eliminatória da Liga Europa       |
| 7   | Tirana        | 47  | 36 | 12 | 11 | 13 | 44 | 35 | +9  |                                                |
| 8   | Luftëtari     | 47  | 36 | 13 | 8  | 15 | 37 | 39 | −2  |                                                |
| 9   | Kastrioti (R) | 42  | 36 | 12 | 6  | 18 | 35 | 53 | −18 | Rebaixados à Kategoria e Parë                  |
| 10  | Kamza (R, D)  | 17  | 36 | 4  | 5  | 27 | 13 | 66 | −53 | Excluído da liga                               |

1. 1 2  Como vencedor da Copa da Albânia de 2018–19, o Kukësi, se qualificou para as competições europeias como vice-campeão da liga, a vaga atribuída como campeão da copa foi repassada para o sexto colocado da liga, o Laçi, já que o quarto e o quinto colocado não conseguiram obter a licença da UEFA.
2. ↑  Em março de 2018, o Skënderbeu foi banido por 10 anos das competições de clubes da UEFA por manipulação de resultados.[5]
3. ↑  O Flamurtari não conseguiu obter licença da UEFA.
4. ↑  O Kamza foi excluído do campeonato e rebaixado para a Kategoria e Dytë (terceira divisão) na temporada seguinte, após um violento incidente durante uma partida contra o Laçi na 24ª rodada.[6]

## Premiação
| Abyssnet Superiore de 2018–19 Primeira Divisão do Campeonato Albanês de Futebol |
| ------------------------------------------------------------------------------- |
| Futboll Klub Partizani Tirana Campeão (16º título)                              |